# AD-11
ASTEL AD-11（アステル・エイ ディ　じゅう　いち）は、デンソー製のアステルのPHS端末である。

## 概要
アステルの第三世代のPHS端末。またアステル初の着信メロディ対応機種で、共に対応していたシャープ製の「AS-11」と同時期に発売された。後にアステルの全販売台数の半分を占める人気機種になった。
当時、江口洋介がCMに出演。「手放しピッチ」とも呼ばれた。また、パワーアンテナに対応して屋内での通話性能を向上させた。また、受信のみだがテレネームにも対応している。
「着信メロディ呼び出しサービス」、略して「着メロ」の名称が出来る理由になり、アステル東京による「着メロ」の商標権取得につながる（第4194385号,第4707135号） 。

## 歴史
- 1997年5月6日　 電気通信端末機器審査協会による技術基準適合認定の設計認証（設計認証番号R97-9047-2）
- 1997年5月16日　無線設備検査検定協会（現 テレコムエンジニアリングセンター）による 技術基準適合証明（技術基準適合証明番号JZAE0079414～JZAE0079513）
- 1997年6月28日　発売